# へんないきもの
『へんないきもの』は、デザイン・ライターである早川いくをの2004年の著作。また、同書籍を元にした食玩の名称。約45万部を売り上げるベストセラーとなった。続編に『またまたへんないきもの』、小説に『へんないきもの三千里』、類似本に『とってもへんないきものたち』、『へんなせっくすのいきもの』などがある。『またまたへんないきもの』、『へんないきもの三千里』についてもここで説明する。

## 概要
地球に蠢く奇妙な生物を、時にギャグや現代社会への皮肉・風刺を交えて紹介している。
新江ノ島水族館などでこの書籍と提携したイベントも開催されており、著者も協力している。
また、2005年10月にアガツマから同書籍のイラストを元にした「変な生き物のフィギュア」が付属する、同名の食玩が発売されている。

### へんないきもの三千里
芦屋ユカリという、生き物嫌いで「おしゃれ魔女」の異名を取る小学六年生の少女が、恋愛成就の呪術（ヒキガエルの耳後線から出る液を吸う）によって異界へ飛ばされ、そこで人間と比較的同じ大きさ、人語を操る「へんないきもの」と遭遇する、という体裁で以下の生物が紹介される。横軸として、リゾート会社に取締役として勤め開発計画を進める父真三、「セレブ界のファッションリーダー」で新興宗教「お多福教」を信仰する母シズコ、生物オタクである兄がマス・メディアに翻弄される「芦屋家の崩壊」が描かれる。

## 主な掲載生物

### へんないきもの
| - タコブネ - オニダルマオコゼ - ドクター・フィッシュ - ウバザメ - キンチャクガニ - ハリモグラ - カスザメ - ムカデメリベ - シロアリ化学戦闘員 - キメンガニ&スマイルガニ - ハダカデバネズミ - イシガキリュウグウウミウシ - ハリガネムシ - サカサクラゲ - オポッサム - コウガイビル - トビイカ - ボネリムシ - 多脚タコ - センジュナマコ - プラナリア - イザリウオ - クマムシ - 装甲巻き貝 - ヤマトメリベ - ハダカゾウクラゲ - ヒメダニ - ナガツエエソ - ワラスボ - オオグチボヤ - メダマグモ - ミナミコアリクイ - オオイカリナマコ - ボウエンギョ | - アミガサクラゲ - アカエラウミウシ - ヨツコブツノゼミ - コウイカ - テッポウエビ - テッポウエビとハゼ - コモリガエル - ウミホタル - ミミックオクトパス - ワニガメ - タマちゃん - ボラちゃん - リーフフィッシュ - ミイデラゴミムシ - コウモリダコ - アロワナ - ウチワカンテンカメガイ - ウミグモ - プレーリードッグ - ラッコ - アイアイ - ブチクスクス - ヤツワクガビル - シュモクザメ - メクラウナギ - リーフィーシードラゴン - ツバサゴカイ - トガリネズミ - ニチリンヒトデ - ザトウムシ - ツメタガイ - ササゴイ - カイロウドウケツ - ツチノコ |

### またまたへんないきもの
| - ツチボタル - ヘビクイワシ - ツノトカゲ - ダルマザメ - タイノエ - ウミテング - セアカサラマンダー - メタンアイスワーム - ヒヨケムシ - フィエステリア・ピシシーダ - ダツ - キロネックス - サケビクニン - クダクラゲ - フィロソーマ - ミズヒキイカ - フクロアマガエル - オニイソメ - ユメナマコ - シュモクバエ - 鬼ボウフラ - ファージ - ハナデンシャ - アンボイナ - タガヤサンミナシ - トラフカラッパ - モンハナシャコ - ベニボヤ - テヅルモヅル - レウコクロリディウム - メンダコ - アメフクラガエル - バットフィッシュ - カギムシ - ミカヅキツノゼミ - ナスビカサガイ - ダイオウグソクムシ - コチョウウミウシ - ホシバナモグラ - ミノアンコウ - アホロテトカゲ - フタゴムシ - イボダンゴ - インドリ・インドリ - シリキレグモ - マダラコウラナメクジ - ネコカイチュウ - ジャンボタニシ - スキニー・ギニア・ピッグ | - オオウナギ - イヌ - シロワニ - ナンベイレンカク - ハイイロアマガエル - ヒラムシ - メガネウオ - オオスズメバチ - カローラ・スパイダー - ハタタテカサゴ - オオサシガメ - ハワイアン・キラー芋虫 - ヒメアルマジロ - ホウネンエビ - ヨーロッパタヌキブンブク - イレズミコンニャクアジ - ナミベリハスノハカシパン - エンカイザンコゲチャヒロコシイタムクゲキノコムシ - トゲアリトゲナシトゲトゲ - オジサン - サブロウ - ウケグチノホソミオナガノオキナハギ - ハエジゴクイソギンチャク - ジャイアントクラブスパイダー - キャノンボールクラゲ - ロケットイザリウオ - ドウガネブイブイ - デカイヘビ - シネミス・ガメラ - ウルトラマンボヤ - バルタンエビ - ポンポンメクラチビゴミムシ - エレキング (ウミウシ) - アメイロヒルゲンドルフマイマイ - シデムシ - マンハッタンボヤ - スベスベマンジュウガニ - スベスベケブカガニ - ハクションクラゲ - オシャレコンペイトウウミウシ - エレガンスウミウシ - カッパハゲ - クソイカ - クソガニ - ブタハダカ - ボロカサゴ - エッチガニ - ツンツンイカ - チクビクラゲ |

### へんないきもの三千里
- オオナガトゲグモ（英語版） サディスティックな雌。巣にかかったユカリを捕食しようとするもカストリウムの悪臭に耐えかね断念。
- ウリクラゲとカブトクラゲ 深海にて出現。ユカリはその美しさに見とれるが……
- ヒョウモンダコ 暴力的な雄。嘗て人間のペットであったが逃げ出す。人類への憎悪から海中にてユカリを殺害せんとする
- オニアンコウ（英語版）夫婦 厳密には物知りである矮雄2号と、烏賊釣りに行く途中のメス。
- アサヒガニ 花輪和一のマンガ[11]に出るような口調で喋る雄。極めて嗜虐的で変態的な嗜好を持ち、ユカリをいたぶるように喰らわんとするが……
- アミダコ（英語版） サルパの中に住む。
- アンヒューマ ユカリを飲み込むが、彼女の放つカストリウムの「悪臭」に耐えかねて吐き出す。
- ウシナマコ 自称は「おで」 深海に詳しい。
- オオサルパ 個虫なので頭が悪く会話さえままならないが、ギンポ曰く連鎖個虫では知能が高いらしい。
- オオタルマワシ 子育て中のメスで、極妻の様な言葉遣いをする。
- サムライアリ 働きアリや兵アリは雌であるという生態の割に男性的な口調で描かれている
- クロヤマアリ
- ジェリーフィッシュ・ライダー アカクラゲを乗り回していた
- 住血吸虫 オスが「ジョルジュ」、メスが「イヴォンヌ」という名で、愛を語り続ける。フランス語も操る。
- チョウ 細川俊之に似た深く甘い声で、紳士的な振る舞いをする。「ウオジラミ」という別名を不本意に思っている
- ハオリムシ 深海の奥底にあるという「知恵者の森」の主。
- パロロワーム（英語版） 上半身と下半身がそれぞれ別の意志を持つ。下半身が不用意にユカリへ射精してしまうが、上半身の機転でメスへ提供し有効な情報を得る所へ案内する。
- マツバギンポ（英語版） 穴が好きで、ユカリの冒険にある程度つきあう。
- 免疫細胞群 ジョルジュからは自分達を見つけ出せないとして見下されている。ユカリを遺物と判断し攻撃を仕掛けた。
- モンガラカワハギ アサヒガニを捕食
- ヤマビル 卵を守るためサムライアリの軍勢を襲撃。
- ランプシリス（英語版） ユカリに産卵する。
- トラウツボ 嘗てマダコとの戦闘の最中、片目を失った。珊瑚礁最強を自負する年老いた雄。人類への憎悪を語るヒョウモンダコを「相手が何であろうと油断したお前が弱かっただけ」と一刀両断。
- チョウチョウウオ
- ホンソメワケベラ ヒョウモンダコの扇動から海洋生物達が人類への憎悪を露わにする中、ダイバーとの交友を引き合いに出して「人類にも色々居るのでは」と平和的な姿勢を見せた
- エサキモンキツノカメムシ
- ゴライアスバードイーター、レッドジャイアントデスストーカー（英語版）、マダガスカルレインボーセンチピード ユカリの兄のペット

## 著者の出演番組
- 宇宙一せまい授業!（あっ!とおどろく放送局、2007年）

## 類似書
- 『とってもへんないきものたち』 - 小宮輝之（監修）、へんなもの解明学会（編） ISBN 4-7778-0198-5（2005年9月、辰巳出版）
- 『とってもへんなどうぶつたち』辰巳出版
- 『へんなせっくすのいきもの』 - BUBKA編集部 ISBN 4-87734-817-4（2005年7月、コアマガジン）
- 『へんな古代生物』 北園大園
- 『シンカのかたち 進化で読み解くふしぎな生き物』 - 北海道大学CoSTEPサイエンスライターズ（著）、遊磨秀（監修）、丑丸敦史（監修） ISBN 4-7741-3062-1 （2007年3月、技術評論社） ※「一般市民に科学をわかりやすく伝える」教育プログラムに基づいて著述されている。同書の語り口はないものの、繁殖期には交尾のような行動をとる雌だけの種コロラドハシリトカゲ、一つの卵から五百匹程の雄、雌と百匹の戦闘固体が発生し宿主の中で戦う寄生蜂コピドソーマ、群れの中に娼婦を抱えるアデリーペンギンなど、「へんないきもの」を選ぶというスタイルは共通する。